# Partit Comunista dels Treballadors d'Espanya
El Partit Comunista dels Treballadors d'Espanya (PCTE) és un partit polític comunista i marxista-leninista espanyol. El partit va ser fundat el 3 de març de 2019, com a resultat d'un trencament al sí del Comitè Central del Partit Comunista dels Pobles d'Espanya (PCPE). A Catalunya és el Partit Comunista dels Treballadors de Catalunya (PCTC).

## Orígens
L'abril de 2017, després de la 5a sessió plenària del comitè central del PCPE, les disputes internes van portar a la divisió del partit. Una part de la direcció va proclamar Ástor García Suárez com a nou secretari general del PCPE, en substitució del veterà Carmelo Suárez, en el càrrec des de 2002, qui al seu torn va ser recolzat en el seu càrrec per la majoria del Comitè Central. A partir d'aquest moment, els dos sectors van actuar com dos partits diferents de facto, però tots dos amb el mateix nom.
A nivell internacional, el Partit Comunista de Mèxic, el Partit Comunista de Grècia, el Partit del Treball d'Àustria i el Partit Comunista d'Itàlia van donar suport a Ástor García com a secretari general del PCPE. També van realitzar esdeveniments conjunts en els quals va participar el Partit Comunista de Turquia. Així mateix, la direcció i la majoria dels militants dels Col·lectius de Joves Comunistes (CJC) van donar suport a Ástor García.
Sobre aquest tema, 220 militants del PCPE i dels CJC van signar un document donant suport les decisions preses pel sector d'Ástor García, subscrivint un acord de cinc punts en defensa del partit i diverses organitzacions territorials van emetre declaracions també en la seva defensa, entre elles les d'Euskal Herria, Astúries, Cantàbria, Galícia, Madrid, Illes Balears, Illes Canàries, Castella i Lleó i Catalunya.
Amb la convocatòria d'una conferència central es va decidir realitzar un XI Congrés Extraordinari que es va celebrar al novembre de 2017 sota el lema «Per un país per a la classe treballadora, enfortim al PCPE».

## Constitució
El 3 de març de 2019 es va resoldre legalment la duplicitat de sigles. El sector que encapçalava Ástor García Suárez va adoptar un nou nom com a Partit Comunista dels Treballadors d'Espanya (PCTE), segons el que es disposa al seu XI Congrés Extraordinari, i escollint-lo com a secretari general.
El dia 6 d'abril de 2019, el PCTE va celebrar un acte de presentació a l'Ateneo de Madrid. L'esdeveniment va congregar 300 persones i l'assistència del públic va superar la capacitat màxim permès del local. En l'acte van participar els representants de diversos col·lectius obrers, així com delegats vinguts de països estrangers. El dia 5 de setembre de 2020, va ser celebrada a Logronyo la primera conferència del PCTE.
Els joves del PCTE estan organitzats en els Col·lectius de Joves Comunistes. L'òrgan d'expressió del partit és la revista Nuevo Rumbo.

## Resultats electorals
El PCTE va participar en les eleccions generals de 28 d'abril de 2019 a Espanya, disputades a 26 províncies i obtenint 14.189 vots (0,05%). També es va presentar a les eleccions al Parlament Europeu del 26 de maig de 2019 amb Ástor García Suárez com a cap de llista, obtenint 19.081 vots (0,09 %). El mateix dia, el PCTE va participar en cinc eleccions autonòmiques i en setze municipis. Va aconseguir dos regidors en l'antic consell miner de Degaña al sud d'Astúries. També va donar suport a la llista local Asamblea Ciudadana Por Torrelavega que també va guanyar dos regidors. En la repetició de les eleccions generals, al novembre de 2019, va presentar candidatures a 38 províncies, obtenint resultats similars a la primera, amb 13.029 vots, i en les legislatives de 2024, amb Ástor García de nou com a candidat va obtenir uns milers més de vots.

### Eleccions legislatives
| Any       | Vots   | %    | Escons  | +/- | Govern            |
| --------- | ------ | ---- | ------- | --- | ----------------- |
| 2019 (I)  | 14.189 | 0,05 | 0 / 350 | Nou | Extraparlamentari |
| 2019 (II) | 13,029 | 0.05 | 0 / 350 | =   | Extraparlamentari |
| 2023      | 18,218 | 0.07 | 0 / 350 | =   | Extraparlamentari |

### Eleccions europees
| Any  | Vots   | %    | Escons | +/- |
| ---- | ------ | ---- | ------ | --- |
| 2019 | 19.081 | 0,09 | 0 / 54 | Nou |
| 2024 | -      | -    | -      | -   |